# Cantone di Mézières-sur-Issoire
Il Cantone di Mézières-sur-Issoire era una divisione amministrativa dell'arrondissement di Bellac.
A seguito della riforma approvata con decreto del 20 febbraio 2014, che ha avuto attuazione dopo le elezioni dipartimentali del 2015, è stato soppresso.

## Composizione
Comprendeva i comuni di:
- Bussière-Boffy
- Bussière-Poitevine
- Gajoubert
- Mézières-sur-Issoire
- Montrol-Sénard
- Mortemart
- Nouic
- Saint-Barbant
- Saint-Martial-sur-Isop